# Salix daltoniana
Salix daltoniana ist ein Strauch oder kleiner Baum aus der Gattung der Weiden (Salix) mit meist 4,5 bis 9 Zentimeter langen Blattspreiten. Das natürliche Verbreitungsgebiet der Art liegt in Indien, Nepal, Bhutan und in Tibet.

## Beschreibung
Salix daltoniana wächst  als Strauch oder kleiner Baum. Die Zweige sind anfangs schwarz-purpurn und spärlich flaumig behaart. Die Knospen sind eiförmig, kürzer als 1 Zentimeter und manchmal bereift. Die Laubblätter haben einen etwa 1 Zentimeter langen Blattstiel. Die Blattspreite ist lanzettlich, länglich oder elliptisch, 4,5 bis 9 Zentimeter lang und 1,5 bis 2,5 Zentimeter breit. Der Blattrand ist ganzrandig oder selten undeutlich drüsig gesägt, die Blattbasis ist keilförmig bis gerundet, das Blattende spitz. Die Blattoberseite ist matt grün, anfangs spärlich daunig behaart und später kahl oder nur entlang der Blattadern flaumig behaart. Die Unterseite ist dicht bleigrau seidig behaart und glänzend. Die Mittelader ist an der Blattoberseite deutlich ausgebildet, die Adern sind an der Unterseite unscheinbar. Es werden meist 11 bis 14 selten bis 16 Paare von Seitenadern gebildet.
Männliche Blütenstände sind zylindrische, 3,5 bis 6 Zentimeter lange und 8 bis 10 Millimeter durchmessende Kätzchen. Am Blütenstandsstiel werden zwei bis fünf kleine Blätter gebildet. Die Tragblätter sind gelblich braun, spatelförmig-länglich, ganzrandig, gekerbt oder gespalten und haben ein stumpfes oder beinahe gestutztes Ende. Männliche Blüten haben 4 bis 5,5 Millimeter lange, an der Basis daunig behaarte Staubblätter. Die Staubbeutel sind gelb und länglich. Weibliche Kätzchen sind 4 bis 6, selten bis 7 Zentimeter lang und haben einen Durchmesser von 5 bis 6, bei Fruchtreife bis mehr als 10 Millimetern. DieTragblätter gleichen denen der männlichen Kätzchen. Weibliche Blüten haben eine adaxiale Nektardrüse, die etwa ein Drittel der Länge der Tragblätter erreicht. Der Fruchtknoten ist eiförmig und dicht daunig behaart. Der Griffel ist etwa so lang wie der Fruchtknoten und zweilappig. Die Narbe ist purpurrot und gespalten. Die Früchte sind eiförmig-konische, fein behaarte oder kahle, spitz zulaufende, sitzende oder kurz gestielte Kapseln. Salix daltoniana blüht mit dem Blattaustrieb von Mai bis Juni, die Früchte reifen im Juli.

## Verbreitung und Ökologie
Das natürliche Verbreitungsgebiet liegt in Bhutan, Indien (unter anderem in Sikkim), Nepal und im Autonomen Gebiet Tibet. Im Tibet findet man sie in Dickichten und auf Berghängen in Höhen von 3000 bis 4400 Metern.

## Systematik
Salix daltoniana ist eine Art aus der Gattung der Weiden (Salix) in der Familie der Weidengewächse (Salicaceae). Dort wird sie der Sektion Psilostigmatae zugeordnet. Sie wurde 1859 von Nils Johan Andersson im Journal of the Proceedings of the Linnean Society wissenschaftlich beschrieben. Synonyme sind keine bekannt.
Salix daltoniana ähnelt Salix balfouriana und Salix ernestii, unterscheidet sich von diesen jedoch durch die dicht bleigrau seidig behaarte und glänzende Blattunterseite, den auf der Blattunterseite nur undeutlich ausgebildeten Blattadern und den nicht verdrehten Griffeln und Narben.